# Compression intrapartum de la tête du fœtus
 Mise en garde médicale
La compression intrapartum de la tête du fœtus, compression céphalique du fœtus ou compression cranioencéphalique fœtale per partum désigne l'ensemble des forces physiques qui s'exercent sur le crâne du fœtus et son contenu encéphalique durant l'accouchement par voie basse.
Des lésions cérébrales peuvent résulter de la réduction de la perfusion cérébrale par élévation de la pression intracrânienne avec ischémie, œdème et hémorragie cérébrale, ou résulter du traumatisme cérébral direct avec rupture des vaisseaux sanguins par modelage excessif du crâne.
La symptomatologie clinique des lésions cérébrales peut être immédiate ou retardée.

## Identification
Du début du XVIIIe siècle jusqu'à notre époque actuelle, un nombre important de médecins issus de diverses spécialités parmi lesquelles l'obstétrique, l'anatomie, la pédiatrie et la neurologie se sont intéressés à la physiopathologie de la compression du crâne et de l'encéphale du fœtus durant l'accouchement, faisant l'objet de très nombreuses études, publications et conférences scientifiques,,.

### XVIIIesiècle

#### 1766: DocteurWilliam Smellie(UK)
Dans Treatise on the theory and practice of Midwifery, William Smellie observe que durant les accouchements prolongés, lorsque la tête de l'enfant s'est trouvée dans le bassin de sorte que les os se chevauchent les uns sur les autres et que la forme s'est allongée, le cerveau est tellement comprimé que des violentes convulsions surviennent avant ou peu après l'accouchement, et peuvent entrainer le décès de l'enfant.

### XIXesiècle

#### 1820: Docteur Joseph Capuron (FR)
Dans Traité des maladies des enfants, l'auteur observe que l'enfant qui naît apoplectique est profondément assoupi et ne donne pas signe de vie. Cet état est toujours produit par la compression du cerveau, soit que la voûte osseuse du crâne ait été fracturée, enfoncée ou seulement déformée par la résistance du bassin, par la contraction du col de la matrice, par le resserrement du vagin ou de la vulve, par l'application du forceps ou du levier ; soit que les vaisseaux céphaliques aient été distendus outre mesure par le sang refoulé, retenu ou accumulé dans la tête.

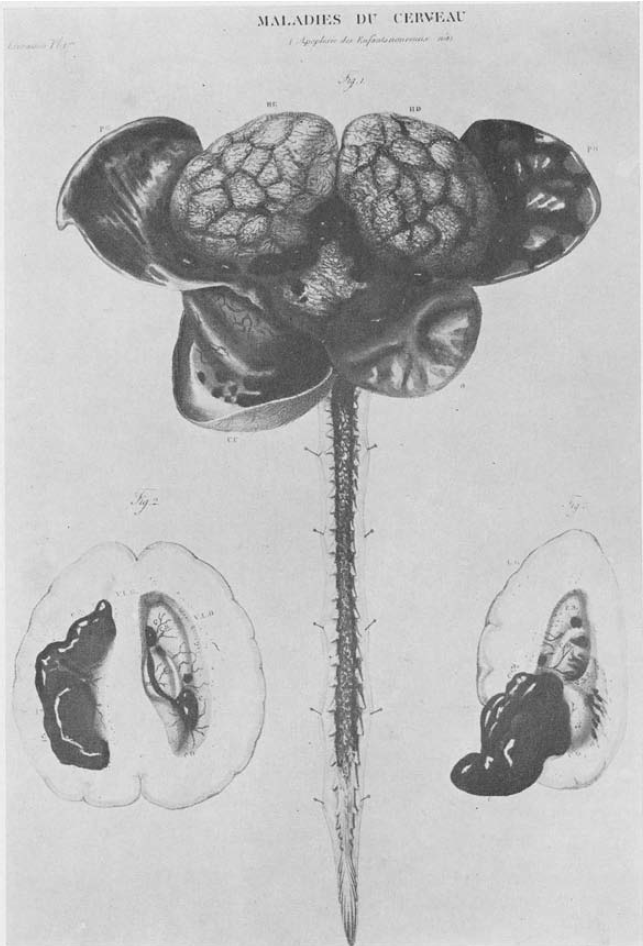
Hémorragie méningée extensive. Atlas de Cruveilhier. 1843.

#### 1846: Docteur Jean-Marie Jacquemier (FR)
Dans Le manuel des accouchements, Jean-Marie Jacquemier attribue aux effets de la compression de la tête du fœtus les épanchements sanguins dans la grande cavité de l'arachnoïde, de la congestion du cerveau et de ses enveloppes chez les enfants qui ont succombé après avoir respiré et vécu quelque temps.
Il indique que les symptômes apparaissent le jour, le lendemain ou dans les jours suivant la naissance, et plus particulièrement chez les enfants nés en état de mort apparente ayant été réanimés, chez ceux qui ont respiré facilement mais sont nés avec une déformation prononcée de la tête et chez ceux nés après un travail long et pénible. Selon l'auteur il est rare de trouver du sang entre épanché entre la dure-mère et l'os, mais qu'il est presque constant dans la grande cavité de l'arachnoïde, pouvant recouvrir la partie supérieure et postérieure des hémisphères du cerveau, le cervelet, la protubérance annulaire et la moelle allongée.
Jean-Marie Jacquemier indique également que dans les situations d'asphyxie par gêne des échanges fœto-placentaires, il se produit une stase dans les vaisseaux extérieurs et intérieurs de la tête, forçant une plus grande quantité de sang à se porter dans les artères partant de la crosse de l'aorte qui s'accumulent dans les artères céphaliques. La tête étant comprimée de toutes parts, la congestion ne peut être portée loin. L'apparence apoplectique déterminée par cette cause et par l'asphyxie disparait presque instantanément dès que la respiration est établie.

Système nerveux de la tête. Dr Paul Poirier et Leo Testut. 1889.

Anastomose des grandes veines de la surface cérébrale. Dr Paul Poirier et Leo Testut. 1889.

#### 1886: Professeur Pierre-Constant Budin (FR)
Dans Obstétrique et Gynécologie : recherches cliniques et expérimentales, l'auteur s'est intéressé aux observations faites par Jean-Marie Jacquemier ainsi qu'aux Études expérimentales et cliniques sur les traumatismes cérébraux réalisées  par le docteur Henri Duret, anatomiste, à partir d'expériences animales. Selon Pierre-Constant Budin, les travaux d'Henri Duret méritent l'attention des accoucheurs.
Henri Duret indique dans son ouvrage que le crâne est une cavité fermée contenant des liquides incompressibles, une masse nerveuse molle et qu'il n'y existe aucun vide.
Si l'ont y met en contact une source de pression, le cours du sang en devient gêné dès lors que la pression est supérieure à la tension artérielle. Les troubles produits par une pression graduellement exercée à la surface des hémisphères augmentent d'intensité à mesure que cette pression s'élève. À mesure que la pression augmente à la surface de l'hémisphère, la tension artérielle s'élève. Lorsque la pression surpasse la tension artérielle, la mort survient en quelques minutes.
Henri Duret a décrit les effets de plusieurs degrés de compression du cerveau occasionnant des troubles locaux et généraux.
Concernant les troubles généraux, la condition indispensable à leur production est un certain degré d'élévation dans la pression intracrânienne, ou une diminution suffisante dans la capacité du crâne. La pression, exercée en un point quelconque des hémisphères, est répartie par le liquide rachidien sur toute la surface des centres nerveux, et, en particulier, autour des vaisseaux, jusque dans les gaines lymphatiques de Robin. Il en résulte un trouble dans la circulation des centres nerveux, trouble dont l'intensité augmente, en raison directe de la pression exercée, ou de la diminution de capacité du crâne.
Dès que le degré de pression a dépassé notablement la tension artérielle, l'arrêt du sang dans les organes nerveux est complet : c'est la mort.
Concernant les troubles locaux, selon Henri Duret ils sont le résultat de l'action directe du corps comprimant sur les parties subjacentes. A la face convexe des hémisphères, cette action peut être limitée à l'écorce grise et aux faisceaux blancs voisins, ou s'étendre jusqu'aux faisceaux de l'expansion pédonculaire, aux pédoncules et au bulbe.
Pierre-Constant Budin indique que les lésions cérébrales décrites par Henri Duret s'observent chez le nouveau-né. Il indique que la compression brusque chasse le liquide cérébrospinal de sa convexité qui afflue vers les espaces de la base dans lesquels il s'accumule et produit une brusque inondation des territoires environnants. Les petits vaisseaux traversant ces espaces sont rompus, les parties voisines sont inondées de sang et la substance nerveuse peut être entrainée et détruite. L'arachnoïde viscérale peut se rompre, et le sang mélangé au liquide cérébrospinal immerger la cavité arachnoïdienne et remonter vers la convexité des hémisphères ou descendre entre les deux parois arachnoïdiennes autour des pédoncules, de la protubérance et du bulbe. Selon l'auteur, la compression lente n'est pas dangereuse si elle ne dépasse pas un certain degré et ne persiste pas longtemps. Plus la tension s'élève, plus le pouls se ralentit. Lorsque la pression a dépassé la tension artérielle, le pouls devient petit et la mort devient proche. L'auteur affirme que les ralentissements du cœur résultant de la compression s'observent tous les jours pendant le travail. Lorsque les membranes sont rompues la tête est fortement comprimée sous l'influence de la contraction utérine.

### 1900-1959

#### 1912: Docteurs Léopold Meyer et E.Hauch (DEN)
Le professeur Paul Bar s'est intéressé aux travaux expérimentaux des docteurs Léopold Meyer et E.Hauch et les a diffusés dans la revue Archives mensuelles d'obstétrique et de gynécologie.
Les auteurs ont reproduit expérimentalement les effets du modelage de la tête sur les plis duraux durant l'accouchement. Ils ont observés que la compression bilatérale de la tête étire la faux du cerveau tandis que le rétrécissement fronto-occipital du diamètre crânien sagittal provoque un étirement excessif de la tente du cervelet.

#### 1922: Professeur Henri Duret (FR)
À titre posthume, il est paru le dernier volume de la trilogie Traumatismes cranio-cérébraux (accidents primitifs, leurs grands syndromes) d'Henri Duret, devenu professeur de clinique chirurgicale. Ce volume s'est intéressé aux contusions et compressions cérébrales et comporte le chapitre Compressions obstétricales.
Selon l'auteur, les lésions et phénomènes observés tiennent à la fois des manifestations de la commotion et de la compression : les parties liquides et solides contenues à l'intérieur du crâne fœtal subissent à chaque pression ou traction obstétricale un choc, une commotion en même temps qu'elles se trouvent comprimées. Il en est de même dans les pressions ou heurts au passage contre les saillies du bassin. Henri Duret identifie quatre formes de compression cérébrales : les compressions compensées, légères, fortes avec asphyxie bleue et graves ou mortelles avec asphyxie blanche.

#### 1957: Professeur Robert Merger, docteurs Jean Lévy et Jean Melchior (FR)
Les auteurs coécrivent la première édition du Précis d'Obstétrique. Dans le chapitre Lésions cérébro-méningées du nouveau-né, ils indiquent que l'étiologie la plus fréquente des hémorragies cérébroméningées est le traumatisme direct conséquent d'un accouchement laborieux et dystocique terminé artificiellement par forceps ou par usage inconsidéré d'ocytociques, ou conséquent d'un accouchement terminé spontanément à l'issue d'un travail trop prolongé ou trop rapide, d'une expulsion longue exposant la tête fœtale aux heurts violents ou répétés contre le périnée.
Le mécanisme est évident lorsqu'un traumatisme crânien avec fissure ou enfoncement. Les auteurs indiquent que les déformations de la boite crânienne pendant l'accouchement sont fréquentes. Elles peuvent provoquer des déchirures de la dure-mère et la rupture des veines qui s'y rendent. Le simple heurt du crâne contre le périnée, surtout chez la primipare dans la période d'expulsion peut être un traumatisme suffisant à créer des lésions d'œdème cérébral par déséquilibre vasomoteur. D'autres fois l'origine des troubles circulatoires est provoquée par la compression du fœtus. Il s'ensuit une hypertension intracrânienne qui favorise la stase veineuse et l'anoxie. Alors se produit l'œdème, la diapédèse des éléments figurés du sang, la rupture des capillaires et des hémorragies multiples à petits foyers.
Au niveau clinique les auteurs distinguent deux types d'accidents : les immédiats et les retardés.
Dans les accidents immédiats le fœtus peut succomber in utéro, naitre en état de mort apparente ou intervenir secondairement chez un nouveau-né ayant crié dès la naissance.
Concernant les accidents retardés ils n'apparaissent qu'après un intervalle libre de un à 5 jours : troubles respiratoires, troubles du tonus, crises convulsives, troubles thermiques. L'évolution est variable : le décès peut survenir dans le coma ou par syncope respiratoire brutale ou alors ces troubles peuvent disparaitre sans séquelles ou au prix de troubles neuropsychiques résiduels, d'apparition parfois tardive. Le pronostic immédiat est fondé sur l'intensité des signes cliniques (convulsions, troubles du tonus et thermiques).
Après la naissance les lésions cérébroméningées peuvent se résorber sans laisse de traces. Certaines hémorragies méningées peuvent créer des brides ou des cloisons gênant la circulation du liquide cérébrospinal — voire l'empêcher complètement — cause d'une hydrocéphalie secondaire. Les lésions cérébrales peuvent créer des zones d'atrophie scléreuse affectant le parenchyme.
Le pronostic éloigné des lésions cérébroméningées est selon les auteurs imprévisible. Les séquelles peuvent engendrer des troubles moteurs (hémiplégie et paralysies spastiques, dystonies), des troubles épileptiques localisés ou généralisés, des troubles psychiques (déficit intellectuels, débilité, idiotie) et des troubles du comportement et du caractère.

### 1960-1969

#### 1960: Professeurs Robert Debré et Marcel Lelong (FR)
Robert Debré et Marcel Lelong coécrivent Pédiatrie. Dans le chapitre Hémorragies méningées, ils indiquent en préambule que « la venue au monde est pour l'homme l'occasion d'un traumatisme obligatoire : une souffrance cérébrale est le lot commun de celui qui vient au monde. »
Selon les auteurs la naissance est pour l'enfant une épreuve mécanique de résistance au traumatisme obstétrical et à l'asphyxie. Ils indiquent que même dans l'accouchement effectué sans manœuvres obstétricales, sans longueur anormale du travail, le fœtus souffre. Il est comprimé en masse dans la filière génitale à la fois osseuse et musculaire.
Les conditions mécaniques défavorables s'aggravent dans certaines situations nocives : disproportion entre la tête fœtale et les dimensions du bassin, primiparité, âge maternel avancé, présentations qui allongent la durée du travail.
Les auteurs indiquent que les principales causes de l'hémorragie méningée sont obstétricales. Notamment lors de tout accouchement difficile nécessitant le recours au forceps, les extractions anormales et les anomalies de la longueur du travail. Ils attribuent au traumatisme obstétrical un rôle de premier plan dans les encéphalopathies d'origine congénitales. Il suffit selon eux de considérer les déformations conséquentes que fait subir à la boite crânienne l'accouchement pour se convaincre de la réalité d'un tel facteur. Selon Robert Debré et Marcel Lelong, l'accouchement difficile par sa durée et les manœuvres qu'il impose est redoutable pour le système nerveux du nouveau-né.

#### 1960: Professeur Maurice Lacomme (FR)
Dans Pratique Obstétricale, Maurice Lacomme indique que la contraction utérine a pour effets secondaires de pincer les vaisseaux qui traversent sa paroi, provoque de la douleur et comprime le fœtus. Une bonne contraction étant pour Maurice Lacomme celle dont les incidences agressives sont négligeables.
La contraction produit trois effets mécaniques certains : réduction de la circulation placentaire produisant une anoxhémie passagère, comprime la surface du fœtus et provoque directement par sa pression propre et indirectement en le poussant comme un pilon sur des tissus résistants, une compression du crâne, surtout après rupture des membranes.
Le traumatisme peut déterminer une commotion voir une contusion des centres nerveux, faisant de l'enfant un véritable blessé du crâne. L'auteur indique que l'accouchement optimum est « celui qui s'effectue avec le minimum de puissance pour l'intégrité du muscle utérin, pour la mère et le fœtus »,.

#### 1961: Professeur Philip Schwartz (GER)

Modelage de la tête d'un enfant à terme mort-né. Présentation occipitale. Aplatissement et élongation marquée. Pr P.Schwartz : birth injury of the newborn. 1961.

Dans Birth injuries of the newborn, l'auteur, neuropathologiste, indique qu'une lésion mécanique crânienne peut entraîner des irrégularités circulatoires au niveau du système nerveux central.
L'auteur souligne l'importance pathogénique au cours de l'accouchement de la compression bitemporale et fronto-occipitale du crâne du fœtus lors de son passage dans le bassin maternel ainsi que la pathogénie des différences de pression utérine après rupture de l'amnios. Il rappelle l'importance étiologique des lésions de la parturition dans le retard mental et l'épilepsie.

#### 1961: Professeur André Bardier et docteur Antoine Dalous (FR)
Les auteurs corédigent Pédiatrie du praticien. En introduction au chapitre Traumatisme obstétrical et anoxie du nouveau-né ils citent le professeur Marcel Lelong selon qui : « Le nouveau-né, même normal, est un être commotionné et doit être considéré comme tel ».
Selon les auteurs les traumatismes déterminés par des tractions et compressions pendant le passage dans les voies génitales entrainent des fractures et des hémorragies par extravasation sanguine. Les hémorragies méningées du nouveau-né sont fréquentes et de symptomatologie variable suivant le siège de l'hémorragie par rapport aux différents feuillets constituant les méninges.
L'hémorragie sous-arachnoïdienne est conséquente de la rupture d'une veine adhérent à un sinus. Le sang se répand alors dans le liquide céphalorachidien. Elle peut-être associée à des hémorragies cérébrales, elle peut entrainer des adhérences entre la corticalité et les méninges qui seront à l'origine de séquelles encéphalopathiques variables. La symptomatologie distingue les accidents immédiats représentés par la l'état de mort apparente du nouveau-né qui peut prendre la forme blanche ou bleue. Il est également observé quelques minutes après l'accouchement un état comateux avec flaccidité musculaire, troubles respiratoires, hypothermie, convulsions et tension de la fontanelle. Les accidents peuvent être secondaires. Survenant dans les cinq premiers jours ils se manifestent par des signes témoignant d'une atteinte diffuse des grandes fonctions de l'encéphale : troubles du tonus, convulsions, troubles de la régulation thermique, difficultés de succion et de déglutition, troubles respiratoires.
L'hématome sous-dural (ou pachyméningite hémorragique) est constitué par une hémorragie siégeant entre la face interne de la dure-mère et l'arachnoïde. Cette hémorragie initiale a la propriété d'augmenter progressivement de volume à la faveur de remaniements anatomiques.

Ces remaniements sont faits d'inflammations et de phénomènes osmotiques qui vont faire progressivement pénétrer du liquide cérébrospinal dans la zone hémorragique. Ainsi se crée, au bout de quelques mois, une véritable tumeur intracrânienne dont la paroi externe épaisse et vascularisée adhère à la face interne de la dure-mère, et dont la paroi interne, mince et non vascularisée, est en contact avec l'hémorragie, qui se transforme bientôt en un liquide xantochromique (de couleur jaune) et parfois en un véritable hydrome. L'augmentation progressive de volume explique l'intervalle libre existant entre l'accouchement et l'apparition des premiers signes. Les accidents révélateurs apparaissent vers le quatrième mois, la phase initiale pouvant avoir été discrète.

Chevauchement des os du crâne d'un nouveau-né à terme décédé deux jours après la naissance. Pr P.Schwartz : birth injury of the newborn. 1961.

#### 1961: Docteurs Claude Launay, Pierre Grenet et François Verliac (FR)
Dans Précis de médecine infantile, les auteurs indiquent dans le chapitre Lésions du système nerveux central que les dommages subis par le cerveau lors de la naissance ont une double gravité : immédiate car ils sont pour une grande part responsable de la mortalité néonatale, tardives car ils sont causes d'insuffisances intellectuelles et de troubles neurologiques qui se révèleront ultérieurement.
Ce sont pour les auteurs avant tout les hémorragies méningées. L'étiologie peut être la rupture vasculaire produite par une compression directe de la boite crânienne, rarement par un traumatisme provoqué par l'application malencontreuse d'un forceps mais plutôt par le mécanisme lui-même de l'accouchement qui soumet la faux du cerveau, la tente du cervelet et les vaisseaux à des tractions pouvant amener leur déchirure et leur éclatement.
La rupture vasculaire peut aussi être la conséquence d'une hypertension intracrânienne comme cela arrive dans les accouchements trop rapides avec contractions violentes, lorsqu'il existe un obstacle pelvien, lors de l'emploi abusif des ocytociques ou dans les accouchements par le siège.
La lésion hémorragique traumatique peut déterminer des accidents respiratoires en touchant les centres respiratoires cérébraux ou par un phénomène reflexe en provoquant des lésions pulmonaires d'angio-alvéolite et d'atélectasie (poumon réponse).
Les auteurs distinguent les symptômes immédiats dans lesquels l'enfant nait étonné ou en état de mort apparente avec syncope blanche ou bleue, et les symptômes retardés, même si la respiration était normale à la naissance les jours suivants peuvent être constatés des troubles respiratoires, crises convulsives, troubles thermiques. Ils indiquent également que les hémorragies cérébroméningées peuvent se passer de tout signe clinique,  les ponctions lombaires systématiques en ayant mis à l'évidence un certain nombre.
L'évolution pour les enfants survivants aux premiers jours peut révéler plus tard une encéphalopathie infantile. Après une hémorragie cérébroméningée il peut se développer une hydrocéphalie. Selon les auteurs, si l'hémorragie méningée respecte la corticalité l'enfant peut se développer normalement.

#### 1962: Professeur Jacques Varangot, Docteurs J. Chabrun et B. Parent (FR)
Les auteurs publient l'article La prévention du traumatisme cranio-encéphalique du nouveau-né au cours de l'accouchement, qui s'est appuyé sur une étude comparative de deux séries de 10000 accouchements observés à 10 années d'écart.
Ils indiquent en préambule que la fréquence des infirmités motrices cérébrales consécutives au traumatisme de la naissance est difficile à apprécier mais qu'il est vraisemblable que le nombre des anormaux cérébraux mis au monde chaque année sur le territoire français soit très supérieur aux formes paralytiques de la poliomyélite. Selon les auteurs beaucoup d'infirmités motrices cérébrales et d'atteintes nerveuses définitives pourraient être évitées en réduisant notamment au maximum le traumatisme obstétrical et l'anoxie.
L'étude comparative des deux séries montre une amélioration du pronostic fœtal lorsque le travail est suivi de bout en bout par une sage-femme ou un médecin possédant une expérience obstétricale suffisante pour pouvoir apprécier très tôt les anomalies du travail et exécuter en temps utile le geste salvateur.
Selon les auteurs neuf fois sur dix un accouchement se déroule sans complications et donne naissance à un enfant normal et sans que la mère ait subi un traumatisme. Mais la dixième fois pour éviter les catastrophes il faut une expérience suffisante pour faire face à la situation. La prophylaxie du traumatisme nerveux du nouveau-né ne peut être obtenue qu'à ce prix.
Si chaque petit Français qui nait trouve dans son berceau l'espoir d'une éducation satisfaisante, d'une surveillance de sa santé, les droits de l'homme et du citoyen, les auteurs indiquent qu'il n'est certainement pas accordé à beaucoup d'entre eux pour les cinq minutes de vérité les plus importantes de la vie humaine toutes les garanties nécessaires à l'intégrité de son système nerveux.
Les auteurs indiquent qu'il est désirable de voir s'édifier des maternités bien surveillées médicalement par un personnel compétent et suffisant plutôt que de multiplier les centres de rééducation pour héberger les victimes des accouchements mal faits. La prophylaxie du traumatisme de la naissance est certainement le meilleur moyen de réduire le nombre d'infirmes moteurs et psychiques dont malheureusement il semble que le nombre n'aille pas en diminuant.

#### 1962: Professeur Pierre Magnin (FR)
Dans Accouchement normal et pathologique, l'auteur indique que le traumatisme obstétrical est pour le fœtus une période critique au cours de laquelle il peut souffrir et succomber. Même en cas d'accouchement eutocique, le fœtus peut être traumatisé du fait des contractions utérines qui d'une part exercent sur lui une pression et l'obligent à progresser, à frottement plus ou moins durs au contact de la filière pelvipérinéale, et d'autre part perturbent son hématose en gênant la circulation placentaire.
Le traumatisme est en relation avec les difficultés d'expulsions ou d'extraction de l'enfant. Il peut tenir aux contractions violentes de l'utérus, éventuellement exacerbées par l'emploi intempestif des ocytociques, qui contraignent la tête fœtale à une confrontation trop prolongée et trop violente avec un bassin rétréci ou simplement des tissus résistants. Il est également la conséquence des manœuvres obstétricales destinées à extraire l'enfant, de plus en plus rares selon l'auteur depuis le renoncement aux manœuvres de force, mais demeure la rançon d'un certain nombre de forceps trop haut ou trop énergiques. Pierre Magnin indique qu'il s'agit de contusions cérébrales pouvant s'accompagner de fracture ou d'enfoncement de la voute, de déchirure de la tente du cervelet, de la faux du cerveau ou d'un sinus. De telles lésions expliquent la mort au cours du travail ou les difficultés extrêmes de réanimation qui caractérisent l'asphyxie blanche du nouveau-né.
Les effets du traumatisme obstétrical sont très variables en raison de l'importance variable de ce traumatisme qui trouve son expression majeure dans les accouchements dystociques mais en raison de la résistance du fœtus, expliquant en cela les effets fâcheux du traumatisme sur le prématuré aux vaisseaux plus fragiles et dont l'organisme est plus sensible à l'anoxie.

#### 1963: Docteur John V. Kelly (USA)
L'auteur publie l'article Compression of the fetal brain dans la revue médicale American Journal of Obstetrics and Gynecology (AJOG).
Il indique qu'il peut en résulter des lésions cérébrales pouvant conduire au décès ou à de l'épilepsie, au retard mental ou à la paralysie cérébrale. L'incidence de ces complications peut être réduite grâce au développement de techniques de prédiction de la dystocie par radiopelvimétrie et par l'abandon de certaines manœuvres obstétriques (comme le forceps haut) en faveur de la césarienne.

#### 1963: Professeur Martial Dumont (FR)
Dans Obstétrique, l'auteur rédige le chapitre Hémorragies intra-crânienne ou cérébro-méningées du nouveau-né. Il indique qu'il s'agit d'une complication grave en raison de séquelles neuropsychiques ultérieures, qui se rencontre dans trois situations : le traumatisme obstétrical, l'anoxie fœtale et l'accouchement prématuré.
Martial Dumont indique que les hémorragies macroscopiques d'origine traumatique par atteinte d'un gros vaisseau (sinus veineux, veine de Galien...) s'accompagnent de déchirure de la tente du cervelet ou de la faux du cerveau. Un hématome sous dural peut se former par atteinte de l'artère méningée moyenne, ou une hémorragie intraventriculaire par atteinte des plexus choroïdes, ainsi que des hémorragies péribulbaires.
Ces hémorragies sont provoquées par une compression de la tête fœtale (bassin rétréci, forceps) entrainant une augmentation de certains diamètres, une bascule de l'os frontal et des tractions sur la faux du cerveau, d'où rupture vasculaire.